# حكيمة حميش
حكيمة حميش، من مواليد عام 1944م في مكناس، هي المؤسسة والرئيسة السابقة لجمعية مكافحة الإيدز ALCS في المغرب، وهي أكبر جمعية لمكافحة الإيدز في منطقة الشرق الأوسط وشمال إفريقيا. تشغل منصب رئيس Coalition PLUS، وهي شبكة دولية من المنظمات غير الحكومية المجتمعية التي تكافح الإيدز والتهاب الكبد الفيروسي. 

## وظائف أخرى
- عضو سابق في اللجنة الفنية للصندوق العالمي لمكافحة الإيدز والسل والملاريا. [3]
- عضو سابق في لجنة الأخلاقيات ببرنامج الأمم المتحدة المشترك لمكافحة الإيدز. [3]
- عضو سابق في اللجنة الاستشارية الاستراتيجية والفنية لمكافحة فيروس نقص المناعة البشرية / الإيدز التابعة لمنظمة الصحة العالمية. [3]
- عضو سابق في مجلس إدارة AFRAVIH4. [3]

## جوائز
- جائزة الجمعية المغربية للصناعة الدوائية في عام 2001م. [4]